# Barbuligobius boehlkei
A Barbuligobius boehlkei a csontos halak (Osteichthyes) főosztályának a sugarasúszójú halak (Actinopterygii) osztályába, ezen belül a sügéralakúak (Perciformes) rendjébe, a gébfélék (Gobiidae) családjába és a Gobiinae alcsaládjába tartozó faj.
Nemének egyetlen faja.

## Előfordulása
A Barbuligobius boehlkei az Indiai-óceánban és a Csendes-óceán nyugati felén fordul elő.

## Megjelenése
Ez a gébféle legfeljebb 2 centiméter hosszú. Hátúszóján 7 tüske található. Színezete fehéres, halvány keresztcsíkozással a hátán.

## Életmódja
Trópusi és tengeri hal, amely a fenék közelében tartózkodik; 5-12 méteres mélységben. A korallzátonyok vagy víz alatti sziklák melletti homokba bújik el.